# Le Roy (Iowa)
Le Roy – miasto w Stanach Zjednoczonych, w stanie Iowa, w hrabstwie Decatur. W 2000 liczyło 13 mieszkańców.